# اروگوئه در المپیک تابستانی ۲۰۲۴
کاروان المپیکی اروگوئه، یکی از کاروان‌‌های شرکت‌کننده در بازی‌های المپیک تابستانی ۲۰۲۴ بود. این دوره از بازی‌ها از ۲۶ ژوئیه تا ۱۱ اوت ۲۰۲۴ (۵ تا ۲۱ امرداد ۱۴۰۳ خورشیدی) به میزبانی پاریس، پایتخت فرانسه برگزار شد.  ورزشکاران اروگوئه در تمامی ادوار المپیک به جز المپیک ۱۹۸۰ مسکو که بخشی از کشورهای حامی ایالات متحده در تحریم بازی‌ها بودند، شرکت کرده‌اند. در پایان این دوره از بازی‌ها، ورزشکاران این کاروان موفق به کسب هیچ مدالی نشدند و در جدول رده‌بندی المپیک، نامی از اروگوئه حاضر نبود. بهترین رده را ورزشکار کانو، ماتیاس اوترو با کسب مقام پنجم کسب کرد.

## شرکت‌کنندگان
ورزشکاران اروگوئه در ورزش‌های زیر به رقابت پرداختند.
| ورزش         | مردان | زنان | مجموع |
| ------------ | ----- | ---- | ----- |
| دو و میدانی  | ۲     | ۱    | ۳     |
| قایق رانی    | 1     | 0    | 1     |
| دوچرخه سواری | 1     | 0    | 1     |
| جودو         | 1     | 0    | 1     |
| قایقرانی     | 1     | 0    | 1     |
| راگبی هفت    | 12    | 0    | 12    |
| قایقرانی     | 2     | 1    | 3     |
| شنا کردن     | 1     | 1    | 2     |
| تکواندو      | 0     | 1    | 1     |
| مجموع        | 21    | 4    | 25    |